# Genossenschaftsverband Weser-Ems

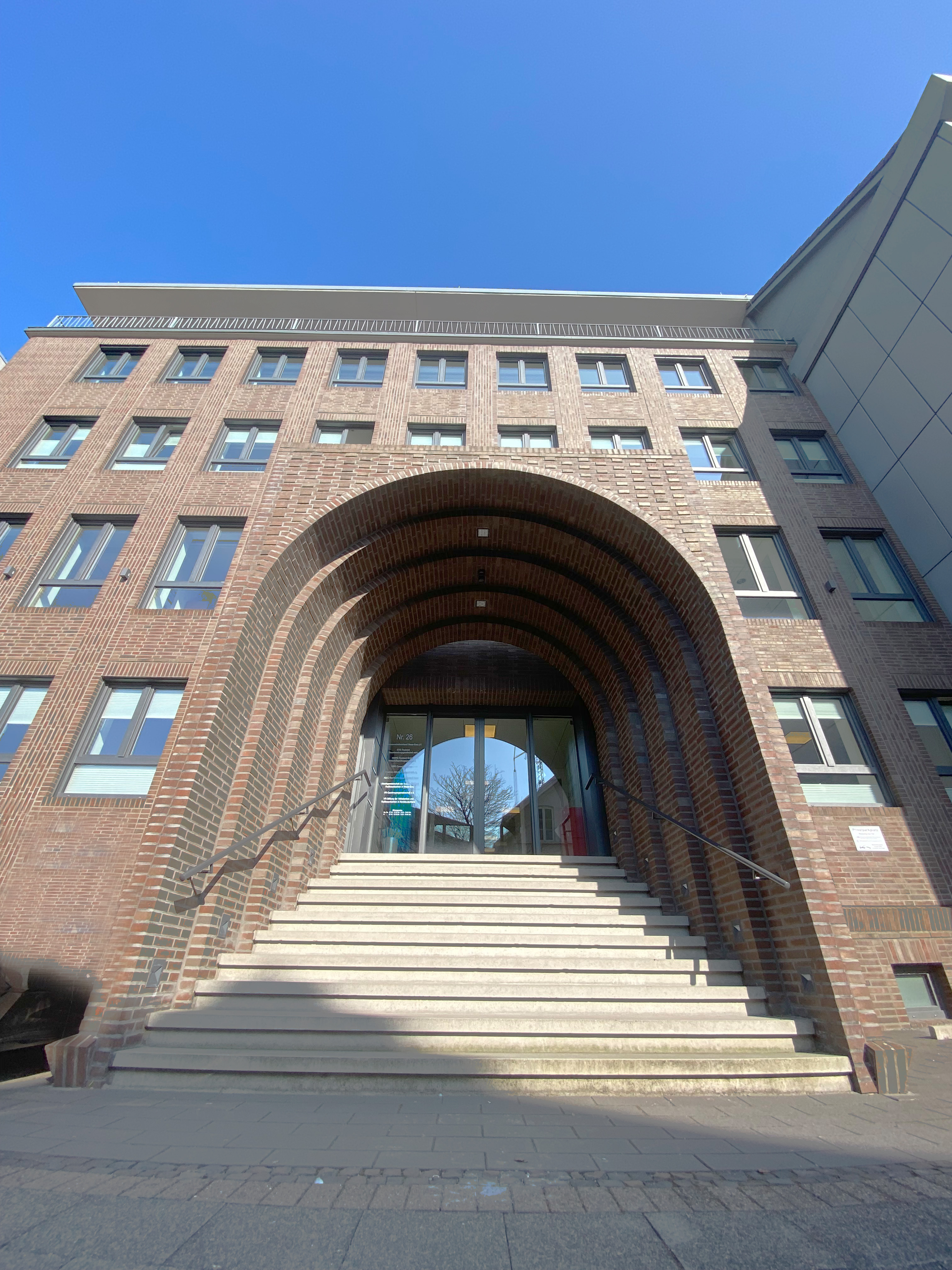
Haupteingang Raiffeisenstraße 26

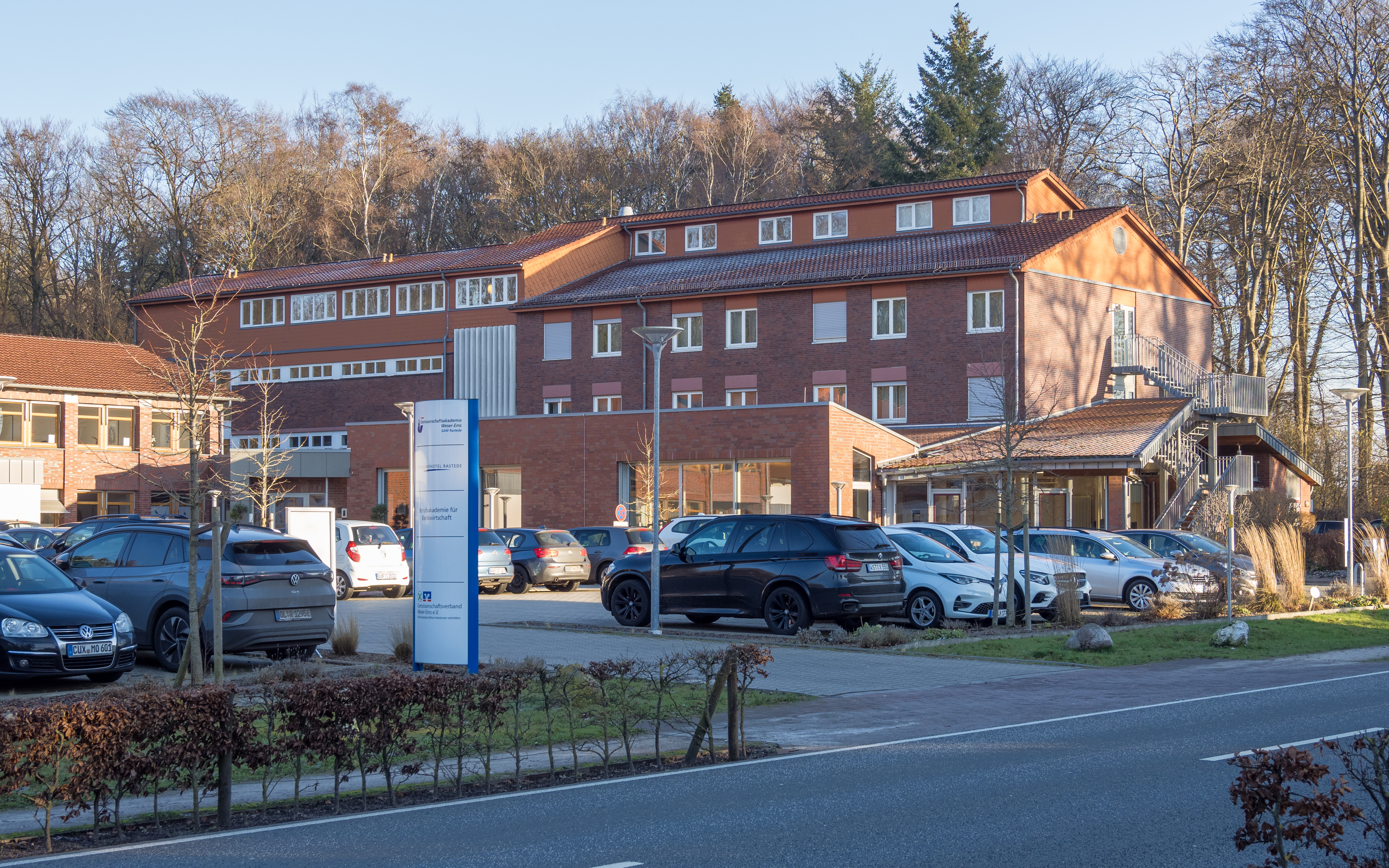
Genossenschaftsakademie Rastede

Der Genossenschaftsverband Weser-Ems e. V. (GVWE) mit Sitz in Oldenburg (Oldb) ist Prüfungs-, Beratungs- und Betreuungsverband für die Mitgliedsgenossenschaften in Norddeutschland.

## Verbandsstruktur
Dem Verband gehören an:
- 53 Genossenschaftsbanken
- 37 Waren führende Genossenschaften
- 19 Viehvermarktungsgenossenschaften
- 5 Molkereigenossenschaften
- 71 Energiegenossenschaften
- 116 weitere Genossenschaften und Gesellschaften

## Aufgaben
Aufgabenschwerpunkte sind die Wirtschaftsprüfung, Unternehmensberatung, Bildung und Interessenvertretung der angeschlossenen Mitgliedsgenossenschaften. Die Bildungseinrichtung des Verbandes ist die Genossenschaftsakademie Weser-Ems (GAW Rastede). Angegliedert ist ein Akademiehotel.

## Geschichte
Die Gründung des Verbandes erfolgte am 19. Juli 1890. Das Prüfungsrecht wurde ihm am 6. August 1890 durch das Staatsministerium des Herzogtums Oldenburg verliehen.